# Hallenschule Berndorf

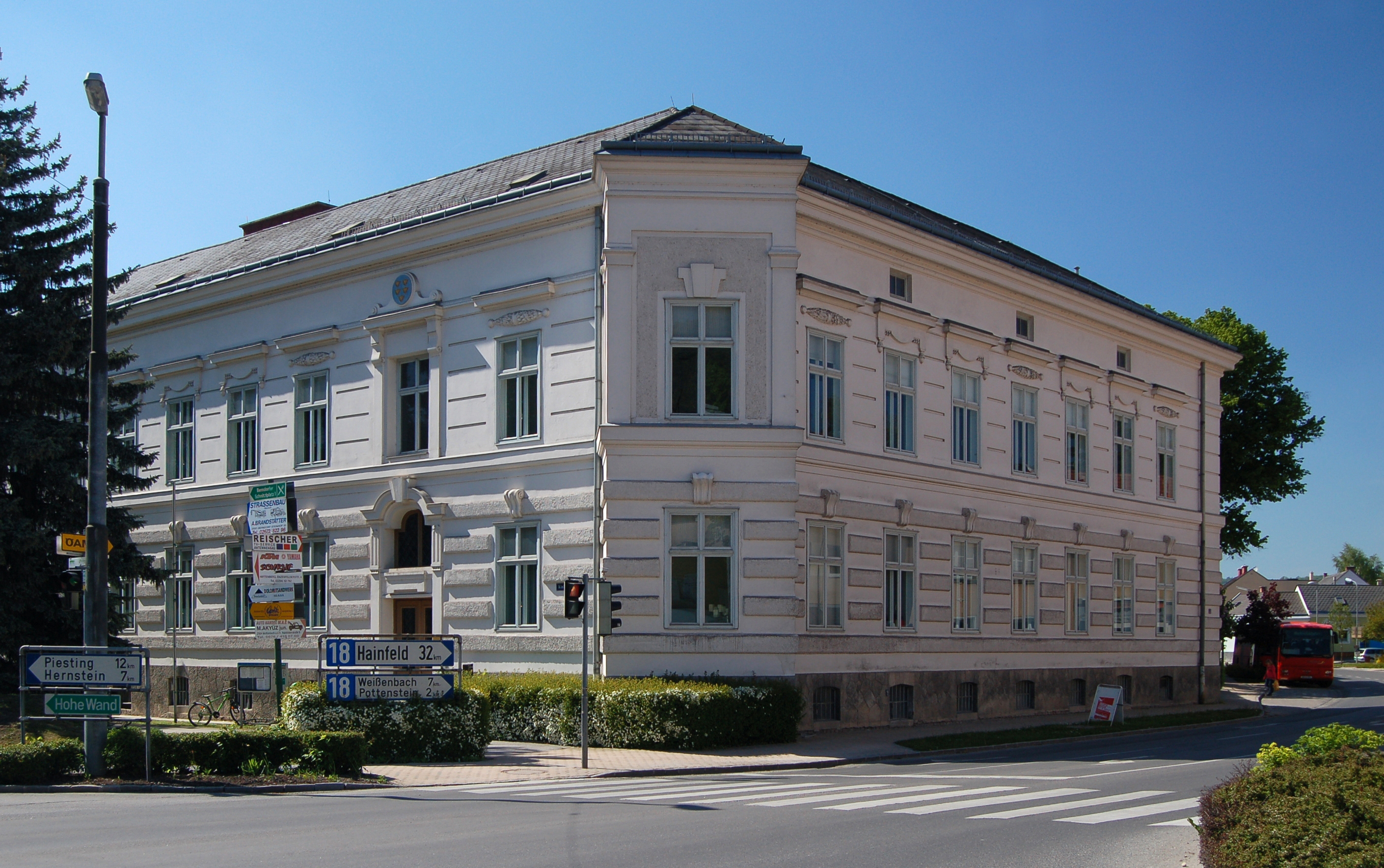
Hallenschule in Berndorf

Die Hallenschule Berndorf steht am Kislingerplatz 5 in der Stadtgemeinde Berndorf im Bezirk Baden in Niederösterreich. Das Schulgebäude steht unter Denkmalschutz (Listeneintrag).

## Geschichte
Die ehemalige Volksschule und spätere Gymnasium dient heute als Musik- und Sonderschule.  Das Schulgebäude wurde 1896 nach den Plänen des Architekten Ludwig Baumann errichtet.

## Architektur
Die zehnachsige neobarocke Hauptfassade hat übereckgestellte turmartige Seitenrisalite. Die Seitenrisalite trugen ursprünglich Zwiebeldächer. Die Fassade zeigt im Erdgeschoß eine Bänderung und im Obergeschoß eine Akzentuierung mit Fensterbekrönungen.
Das zweigeschoßige Schulgebäude beinhaltet heute einen überdachten Innenhof als Turnsaal mit umlaufenden Pausengängen.